# Zukunftspaket
Das Zukunftspaket bezeichnet das Sparpaket der schwarz-gelben Bundesregierung aus dem Juni 2010. Es wurde im Wesentlichen durch das sog. Haushaltsbegleitgesetz umgesetzt, das im November 2010 von Bundestag und Bundesrat verabschiedet wurde, und ist auf vier Jahre angelegt (2011–14). Das Zukunftspaket sieht Einsparungen im Sozialbereich vor, aber auch Mehrbelastungen der Wirtschaft.
Im Sozialbereich wurde unter anderem 2011 das sogenannte Überbrückungsgeld beim Übergang von Arbeitslosengeld I zu Arbeitslosengeld II gestrichen. Das Elterngeld für Arbeitslosengeld II-Bezieher wird seit 2011 nicht mehr gezahlt. Die prozentuale Höhe dieser Lohnersatzleistung wurde insgesamt gesenkt und für Spitzenverdiener wurde sie komplett abgeschafft. Außerdem werden vom Bund für Arbeitslosengeld II-Bezieher keine Beiträge zur Rentenversicherung mehr einbezahlt. Der Heizkostenzuschuss für Wohngeldempfänger fiel 2011 ersatzlos weg.
Zu den Belastungen der Wirtschaft, die teilweise oder vollständig an die Endverbraucher weitergegeben werden, zählen die Bankenabgabe (ab 2012), Reduzierungen der Ausnahmen bei der Ökosteuer (seit 2011), eine Brennelementesteuer (seit 2011), eine Luftverkehrsabgabe (seit 2011) sowie die schrittweise Erhöhung der Tabaksteuer (seit Mai 2011). Mit dem Zukunftspaket soll ein wichtiger Schritt zur Einhaltung der ab dem Jahre 2016 vollständig geltenden strukturellen Defizitziele der Schuldenbremse erreicht werden.
Das Zukunftspaket wird von Medien als „größtes Sparpaket der bundesdeutschen Geschichte“ bezeichnet.